# Toyota Grand Prix of Long Beach de 2007
Toyota Grand Prix of Long Beach de 2007 foi a segunda corrida da temporada 2007 da Champ Car World Series. A corrida foi disputada nas ruas da cidade de Long Beach, Califórnia, e foi vencida pelo piloto francês Sébastien Bourdais, da equipe Newman/Haas/Lanigan Racing.

## Resultados

### Corrida
| Pos | Nº | Piloto             | Equipe                    | Voltas | Tempo       | Largada | Pontos |
| --- | -- | ------------------ | ------------------------- | ------ | ----------- | ------- | ------ |
| 1   | 1  | Sebastien Bourdais | N/H/L Racing              | 78     | 1:40:43.975 | 1       | 32     |
| 2   | 3  | Oriol Servia       | Forsythe Racing           | 78     | +2.6        | 1       | 28     |
| 3   | 5  | Will Power         | Team Australia            | 78     | +3.9        | 1       | 26     |
| 4   | 9  | Justin Wilson      | RSPORTS                   | 78     | +5.4        | 1       | 23     |
| 5   | 8  | Alex Tagliani      | RSPORTS                   | 78     | +6.2        | 1       | 21     |
| 6   | 19 | Bruno Junqueira    | Dale Coyne Racing         | 78     | +6.4        | 8       | 19     |
| 7   | 21 | Neel Jani          | PKV Racing                | 78     | +7.7        | 12      | 17     |
| 8   | 2  | Graham Rahal       | N/H/L Racing              | 78     | +8.3        | 5       | 15     |
| 9   | 28 | Ryan Dalziel       | Pacific Coast Motorsports | 78     | +9.0        | 16      | 13     |
| 10  | 11 | Katherine Legge    | Dale Coyne Racing         | 78     | +9.9        | 18      | 11     |
| 11  | 22 | Tristan Gommendy   | PKV Racing                | 78     | +10.3       | 9       | 10     |
| 12  | 4  | Dan Clarke         | Minardi Team USA          | 77     | +1 volta    | 14      | 9      |
| 13  | 14 | Robert Doornbos    | Minardi Team USA          | 74     | +4 voltas   | 6       | 8      |
| 14  | 15 | Simon Pagenaud     | Team Australia            | 73     | +5 voltas   | 3       | 8      |
| 15  | 42 | Matt Halliday      | Conquest Racing           | 72     | Abandonou   | 13      | 6      |
| 16  | 29 | Alex Figge         | Pacific Coast Motorsports | 69     | Abandonou   | 17      | 5      |
| 17  | 7  | Mario Dominguez    | Forsythe Racing           | 7      | Abandonou   | 10      | 4      |